# Makoto Tamada
Makoto Tamada (Matsuyama, Japón; 4 de noviembre de 1976) es un piloto profesional japonés de motociclismo que actualmente se encuentra sin equipo.

## Biografía

### MotoGP
Tras correr tan solo una carrera en 250cc en 1998, Honda apuesta fuerte por él ofreciédole un contrato como piloto fijo en 2003. Su primeras experiencias en MotoGP, no fueron malas, acabó 11.º del campeonato y consiguió un podio en el GP de Río de Janeiro. La temporada siguiente sería la mejor de su carrera. Consiguió ser uno de los mejores estando en la lucha por el título. Consiguió sus primeras y únicas victorias y poles, pero su irregularidad cayéndose en varias carreras, le alejaron del título. Los años posteriores, fueron en disminución sin conseguir podios y apenas puntos.

### Superbikes
Tras su paso por MotoGP, decidió pasarse a Superbikes, pero en 2009 decide no seguir corriendo dejando el puesto del equipo al australiano Chris Vermeulen.